# Grand Lake Stream
Grand Lake Stream ist eine Plantation im Washington County des Bundesstaates Maine in den Vereinigten Staaten. Im Jahr 2020 lebten dort 125 Einwohner in 222 Haushalten (in den Vereinigten Staaten werden auch Ferienwohnungen als Haushalte gezählt) auf einer Fläche von 126,1 km².

## Geographie
Nach dem United States Census Bureau hat Grand Lake Stream eine Gesamtfläche von 126,1 km², von der 114,5 km² Land sind und 11,7 km² aus Gewässern bestehen.

### Geographische Lage
Grand Lake Stream liegt im Norden des Washington Countys. Mehrere Seen grenzen an das Gebiet der Town. Der größte ist der im Westen angrenzende West Grand Lake, im Süden grenzt der Big Lake an. Der East Branch Big Musquash Stream fließt in südlicher Richtung durch das Gebiet. Die Oberfläche ist eher eben, die höchste Erhebung ist der 238 m hohe Amazon Mountain zentral in dem Gebiet der Plantation.

### Nachbargemeinden
Alle Entfernungen sind als Luftlinien zwischen den offiziellen Koordinaten der Orte aus der Volkszählung 2010 angegeben.
- Norden: Talmadge, 12,8 km
- Nordosten: Waite, 17,3 km
- Osten: Passamaquoddy Indian Township Reservation, 13,2 km
- Süden und Westen: North Washington, Unorganized Territory, 7,5 km

### Stadtgliederung
In Grand Lake Stream gibt es kein wirkliches Siedlungsgebiet.

### Klima
Die mittlere Durchschnittstemperatur in Grand Lake Stream liegt zwischen −11,1 °C (12 °F) im Januar und 20,0 °C (68 °F) im Juli. Damit ist der Ort gegenüber dem langjährigen Mittel der USA um etwa 9 Grad kühler. Die Schneefälle zwischen Oktober und Mai liegen mit bis zu zweieinhalb Metern mehr als doppelt so hoch wie die mittlere Schneehöhe in den USA; die tägliche Sonnenscheindauer liegt am unteren Rand des Wertespektrums der USA.

## Geschichte
Grand Lake Stream wurde als Township No. 3, First Range Titcomb Survey (T3 R1 TS) vermessen und 1794 an Titus Goodman und Seth Wright vergeben. Nachdem Goodman seine Gebühr an Richter Samuel Hinckley nicht bezahlte, wurde das Township nach Hinckley benannt. Im Jahr 1820 ließ sich mit David Cass einer der ersten Siedler nieder.
Am Auslass des Grand Lake Stream baute William Gould in den Jahren 1854 bis 1855 eine Landung, diese wurde zum Ausgangspunkt für Sportler. Bei Lachsfischern war das Gebiet beliebt, geführt wurden sie durch Mitglieder des Stammes der Passamaquoddy, die in der Nähe leben.
Durch die Gerberei der Brüder Shaw, die zwischenzeitlich das Gebiet aufgekauft hatten, entstanden viele Arbeitsplätze und Arbeiter mit ihren Familien ließen sich auf dem Gebiet nieder. Die Gerberei ging 1898 bankrott und die Bevölkerung nahm deutlich ab.
Die Grand Lake Stream Plantation wurde am 25. Januar 1798 organisiert. Nachdem die Gerberei keine Arbeit mehr bot, suchten die Bewohner neue Verdienstmöglichkeiten und erschlossen das Gebiet für den Tourismus. Hauptsächlich Sportler gehörten zu den Gästen. Mehrere Camps und Lodges wurden eröffnet. Mittels einer Fähre war Grand Lake Stream über den Big Lake mit Princeton verbunden.

### Einwohnerentwicklung
| Volkszählungsergebnisse – Grand Lake Stream Plantation, Maine | Volkszählungsergebnisse – Grand Lake Stream Plantation, Maine | Volkszählungsergebnisse – Grand Lake Stream Plantation, Maine | Volkszählungsergebnisse – Grand Lake Stream Plantation, Maine | Volkszählungsergebnisse – Grand Lake Stream Plantation, Maine | Volkszählungsergebnisse – Grand Lake Stream Plantation, Maine | Volkszählungsergebnisse – Grand Lake Stream Plantation, Maine | Volkszählungsergebnisse – Grand Lake Stream Plantation, Maine | Volkszählungsergebnisse – Grand Lake Stream Plantation, Maine | Volkszählungsergebnisse – Grand Lake Stream Plantation, Maine | Volkszählungsergebnisse – Grand Lake Stream Plantation, Maine |
| Jahr                                                          | 1800                                                          | 1810                                                          | 1820                                                          | 1830                                                          | 1840                                                          | 1850                                                          | 1860                                                          | 1870                                                          | 1880                                                          | 1890                                                          |
| ------------------------------------------------------------- | ------------------------------------------------------------- | ------------------------------------------------------------- | ------------------------------------------------------------- | ------------------------------------------------------------- | ------------------------------------------------------------- | ------------------------------------------------------------- | ------------------------------------------------------------- | ------------------------------------------------------------- | ------------------------------------------------------------- | ------------------------------------------------------------- |
| Einwohner                                                     |                                                               |                                                               |                                                               |                                                               |                                                               |                                                               |                                                               |                                                               | 345                                                           | 404                                                           |
| Jahr                                                          | 1900                                                          | 1910                                                          | 1920                                                          | 1930                                                          | 1940                                                          | 1950                                                          | 1960                                                          | 1970                                                          | 1980                                                          | 1990                                                          |
| Einwohner                                                     | 221                                                           | 290                                                           | 231                                                           | 240                                                           | 216                                                           | 294                                                           | 219                                                           | 186                                                           | 198                                                           | 174                                                           |
| Jahr                                                          | 2000                                                          | 2010                                                          | 2020                                                          | 2030                                                          | 2040                                                          | 2050                                                          | 2060                                                          | 2070                                                          | 2080                                                          | 2090                                                          |
| Einwohner                                                     | 150                                                           | 109                                                           | 125                                                           |                                                               |                                                               |                                                               |                                                               |                                                               |                                                               |                                                               |

## Wirtschaft und Infrastruktur

### Verkehr
Der U.S. Highway 1 verläuft außerhalb des Gebietes der Plantation in der Nähe der östlichen Grenze. Auf dem Gebiet gibt es nur Straßen der Gemeinde.

### Öffentliche Einrichtungen
Es gibt keine medizinischen Einrichtungen in Grand Lake Stream. Die nächstgelegenen befinden sich in Calais.
In Grand Lake Stream gibt es keine eigene Bücherei, die nächstgelegene befindet sich in Baileyville.

### Bildung
Für die Schulbildung in Grand Lake Stream ist das Grand Lake Stream School Department zuständig.
Grand Lake Stream gehört mit Baileyville, Lee, Springfield und Webster zum MSAD 30 und bildet mit Cooper, Grand Lake Stream, Meddybemps, Princeton, Talmadge, Waite, Winn, Lakeville, Carroll Plantation, Macwahoc Plantation und Reed Plantation das Eastern Maine Area School System - AOS 90. Neben anderen Aufgaben gehört speziell die Bildung zu den Organisationsaufgaben des Bezirks. Im Schulbezirk werden folgende Schulen angeboten:
- Lee Winn Elementary School in Winn, mit Schulklassen von Kindergarten bis zum 4. Schuljahr
- Woodland Elementary School in Baileyville, mit Schulklassen von Pre-Kindergarten bis zum 6. Schuljahr
- Princeton Elementary School in Princeton, mit Schulklassen von Pre-Kindergarten bis zum 8. Schuljahr
- East Range II CSD School in Topsfield, mit Schulklassen von Pre-Kindergarten bis zum 8. Schuljahr
- Mt. Jefferson Jr. High School in Lee, mit Schulklassen vom 5. bis zum 8. Schuljahr
- Woodland Jr - Sr High School in Baileyville, mit Schulklassen vom 8. bis zum 12. Schuljahr